# 엑스가리온
《엑스가리온(XGARION)》은 대한민국의 특수 촬영 드라마로 2019년 8월 1일부터 2020년 1월 2일까지 투니버스에서 매주 목요일 오후 4시에 방영했다.

## 방송 일시
| 방송 채널 | 방송일                          | 방송 시간 |
| --------- | ------------------------------- | --------- |
| 투니버스  | 2019년 8월 1일 ~ 2020년 1월 2일 | 종료      |

## 목소리 출연
- 엄상현 / 이일준: 한가온/발키리 전사
- 정재헌 / 주시현: 강한결/지키리 전사
- 장예나 / 명형서(1~26화)→신은비(27~44화): 신토리/이기리 전사
- 황창영 / 최대한: 박마루/싸우리 전사, 아이언 괴물
- 윤세웅 / 김재만: 코닥지 백작
- 송준석 / 줄리엔강: 내레이션, 야왕/블랙 발키리 전사, 마술사 괴물, 심판 괴물, 크리스
- 이규창 / 정찬훈: 스매싱, 1대 기지장
- 임채헌 / 윤서현: 2대 기지장
- 석승훈 / 현병수: 현 대원, 박치기 장군
- 김도영 / 오나미: 오 대원, 시원
- 김두용 / 김정민: 가온 아버지
- 윤동기 / 송영재: 가온 할아버지
- 이유리 / 성혜민: 카탈레나
- 이경태 / 예이: 케이진
- 박성영: 주전자콘
- 홍진욱: 온도계 괴물
- 남도형: 핸드폰 괴물
- 김소형: 맨홀 괴물
- 홍후백: 자석 괴물
- 이주창: 황소 괴물
- 최승훈: 꼬꼬 괴물
- 민승우: 금고 괴물
- 김기흥: 투수 괴물
- 정주원: 미세먼지 괴물
- 류승곤: 마이크 괴물
- 김용
- 박주광
- 변영희

 배우 출연 
- 윤시윤: 특별출연

## 방영 목록
| 회차       | 제목                                    | 방송 일자        |
| ---------- | --------------------------------------- | ---------------- |
| 1화        | 발키리 리볼버! 넌 내꺼야                | 2019년 8월 1일   |
| 2화        | 출격하라! 발키리 전사!                  | 2019년 8월 1일   |
| 3화        | 배고파! 철을 먹는 몬스터 아이언몬!      | 2019년 8월 8일   |
| 4화        | 접수완료! 엑스가리온 더불어 크러쉬!     | 2019년 8월 8일   |
| 5화        | 최강의 검술사! 온도계몬의 등장!         | 2019년 8월 15일  |
| 6화        | 깨어나라! 지키리 전사!                  | 2019년 8월 15일  |
| 7화        | 찰칵! 핸드폰에 갇힌 토리!               | 2019년 8월 22일  |
| 8화        | 날려버려! 발키리 이기리 더불어 크러쉬!  | 2019년 8월 22일  |
| 9화        | 합체! 아토엑스 컴바인!                  | 2019년 8월 29일  |
| 10화       | 가온의 위기! 엑스가리온 분열!           | 2019년 8월 29일  |
| 11화       | 뭐든지 붙여! 자석몬의 등장!             | 2019년 9월 5일   |
| 12화       | 엑스가리온! 하나로 뭉쳐라!              | 2019년 9월 5일   |
| 13화       | 츄~ 네 마음을 훔치겠어! 카탈레나 등장!  | 2019년 9월 12일  |
| 14화       | 게임 스타트! 미라클 뮤직 크러쉬!        | 2019년 9월 12일  |
| 15화       | 비눗방울 마술사! 아브라카다브라!        | 2019년 9월 19일  |
| 16화       | 최강 파워! 메가 스워드 엑스 크러쉬!     | 2019년 9월 19일  |
| 17화       | 최강의 흑마 군단! 야왕의 부활!          | 2019년 9월 26일  |
| 18화       | 야왕의 비밀!!                           | 2019년 9월 26일  |
| 19화       | 무적의 파워! 박치기몬을 막아라!         | 2019년 10월 3일  |
| 20화       | 출격하라! 레드 발키리!                  | 2019년 10월 3일  |
| 21화       | 가온이가 사라졌다!                      | 2019년 10월 10일 |
| 22화       | 맨홀에 빠진 엑스가리온!                 | 2019년 10월 10일 |
| 23화       | 나침반의 비밀                           | 2019년 10월 17일 |
| 24화       | 충격! 주전자콘이 밝혀낸 비밀            | 2019년 10월 17일 |
| 25화       | 대격돌! 메가스톤을 차지하라!            | 2019년 10월 24일 |
| 26화       | 메가핵슬! 모두의 투지를 하나로          | 2019년 10월 24일 |
| 27화       | 부활! 최강의 로봇 크로스 가리온!        | 2019년 11월 7일  |
| 28화       | 크로스 가리온! 레드 썬더 크러쉬!        | 2019년 11월 7일  |
| 29화       | 삑! 착한 일은 반칙! 심판몬의 등장!      | 2019년 11월 14일 |
| 30화       | 날려버려! 카이 아토 블래스터 크러쉬!    | 2019년 11월 14일 |
| 31화       | 콜록콜록! 미세먼지 나빠나빠!            | 2019년 11월 21일 |
| 32화       | 블랙 엑스가리온! 넌 누구야?             | 2019년 11월 21일 |
| 33화       | 스트라이크 아웃! 엑스가리온!            | 2019년 11월 28일 |
| 34화       | 다섯 번째 엑스가리온! 크리스의 활약!    | 2019년 11월 28일 |
| 35화       | 최강 몬스터! 복수 삼총사의 부활!        | 2019년 12월 5일  |
| 36화       | 출격! 최강의 블랙 발키리 전사!          | 2019년 12월 5일  |
| 37화       | 흑마왕의 아들 케이진 등장!              | 2019년 12월 12일 |
| 38화       | 충격! 케이진의 음모!                    | 2019년 12월 12일 |
| 39화       | 야왕의 부활! 엑스가리온 대 위기!        | 2019년 12월 19일 |
| 40화       | 최강 전사 킹가리온 X! 출격!             | 2019년 12월 19일 |
| 41화       | 매운맛을 보여준닭! 꼬꼬몬의 등장!       | 2019년 12월 26일 |
| 42화       | 장하다 토리! 옐로우 피닉스 파이어 펀치! | 2019년 12월 26일 |
| 43화       | 너무 빨라! 황소몬의 등장!               | 2020년 1월 2일   |
| 최종화(44) | 빛의 섬광검! 블랙 크러쉬!               | 2020년 1월 2일   |